# Araruna (Paraná)
Araruna is een gemeente in de Braziliaanse deelstaat Paraná. De gemeente telt 12.962 inwoners (schatting 2009).